# 卡拉哈里中部野生动物保护区

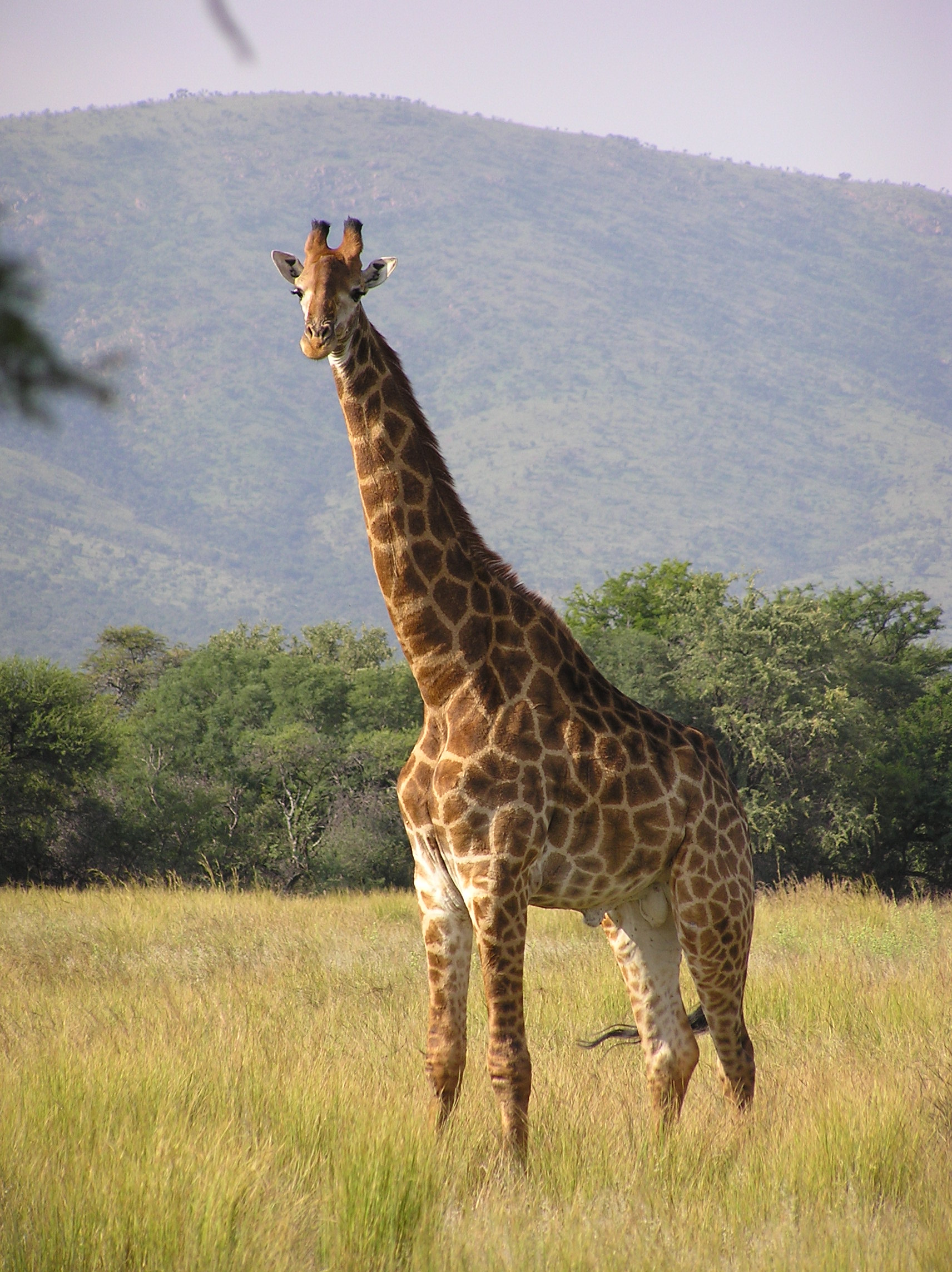
一头南非长颈鹿

卡拉哈里中部野生动物保护区是位于博茨瓦纳卡拉哈里沙漠的一个广阔的国家公园。它成立于1961年，它占地52,800平方（20,400平方英里）（博茨瓦纳土地总面积的1/11），是世界第二大野生动物保护区。

## 生物
公园内野生动物种类繁多，如南非长颈鹿、非洲草原象、白犀、非洲水牛、斑鬣狗、褐鬣狗、蜜獾、狐獴、笔尾獴、疣猪、南非猎豹、狞貓、南非野狗、黑背胡狼、大耳狐、南非狐、非洲豹、卡拉哈里狮、斑纹角马、平原斑马、伊兰羚羊、黑马羚、南非剑羚、跳羚、小岩羚、高角羚、扭角林羚、土豚、南非地松鼠、草兔、南非豪猪、南非狒狒、红麋羚和鸵鸟。地表大部分是灌木覆盖的略带起伏的平地，野草覆盖的沙丘，和长着大树的区域。许多河谷被盐田石化。四条石化河流曲流通过保护区，其中的欺骗谷大约形成于16,000年前。

## 历史
布须曼人，或称桑人（San）在这片土地上居住了上千年，他们在该地区游牧狩猎。然而，自1990年代中期以来，博茨瓦纳政府试图将布须曼人迁出保护区，声称他们消耗财政，尽管他们也能带来旅游收入。1997年，整个布须曼人的四分之三被迁出保护区。2005年10月，政府继续强迫剩下布须曼人迁移到公园外面的安置营地，仅留下大约250人永久居民。2006年，博茨瓦纳的法院发布公告称，驱逐是非法的，并肯定了布须曼人有重返保护区居住的权利。然而自2015年起，大部分布须曼人被阻止进入他们在保护区内的传统居住地。全国性的禁止猎杀使得布须曼人传统的狩猎-采集生活方式成为非法，却允许私人狩猎场为游客提供狩猎的机会。
2014年，一个由珍宝钻石控制的钻石矿在保护区东南部开工。该公司估计，该矿可能产生价值49亿美元的钻石。《拉帕波特钻石报道》——一份钻石行业的定价指南——指出，它的“启动并非没有争议……鉴于其地理位置是布须曼人的传统居住地”。
2008年9月中，一场大规模野火在公园内及周围蔓延，保护区约80%被烧毁。火源仍然未知。

## 图片

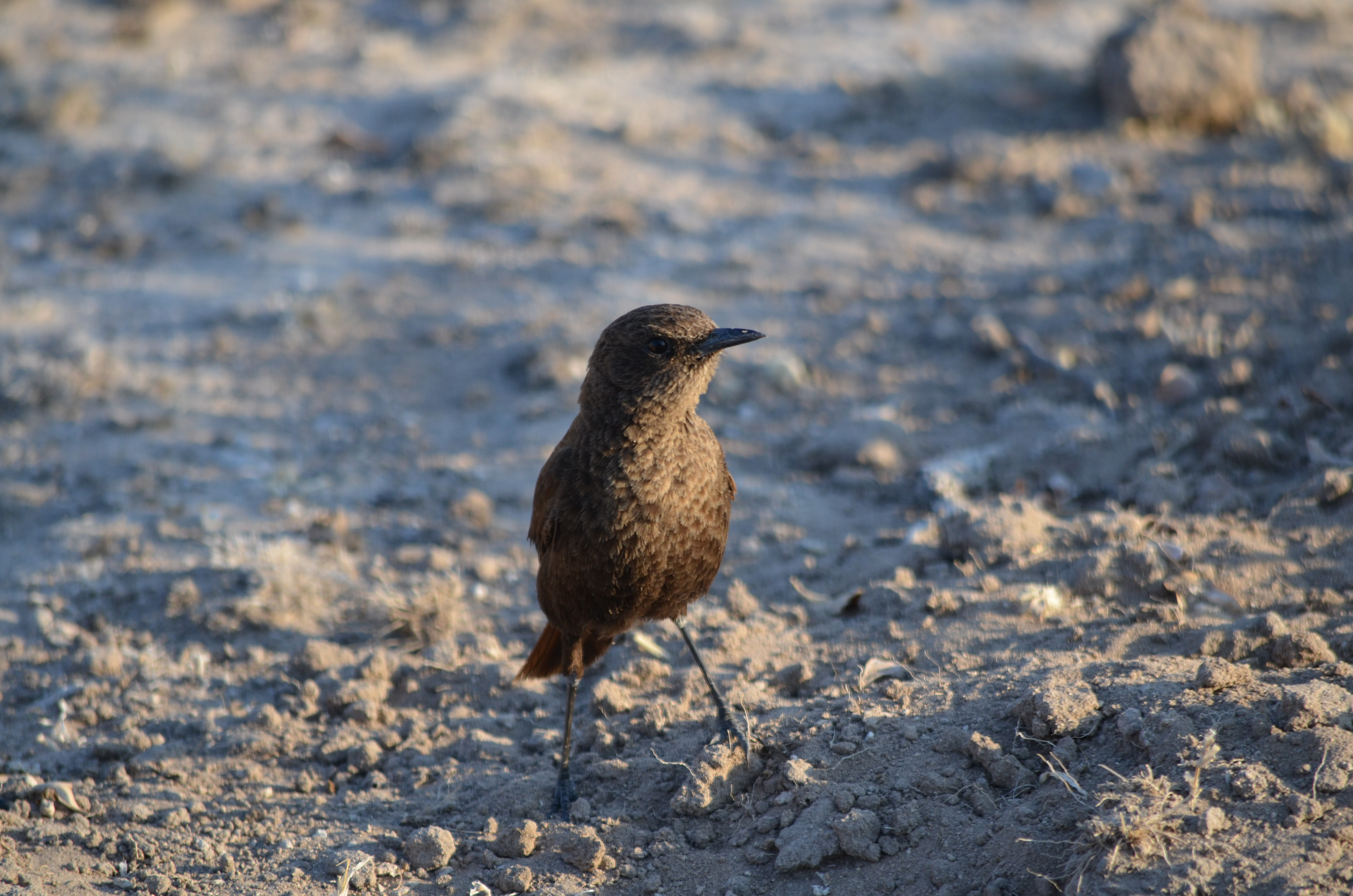
一只雌性食蚁雀（英语：Ant-eating chat）
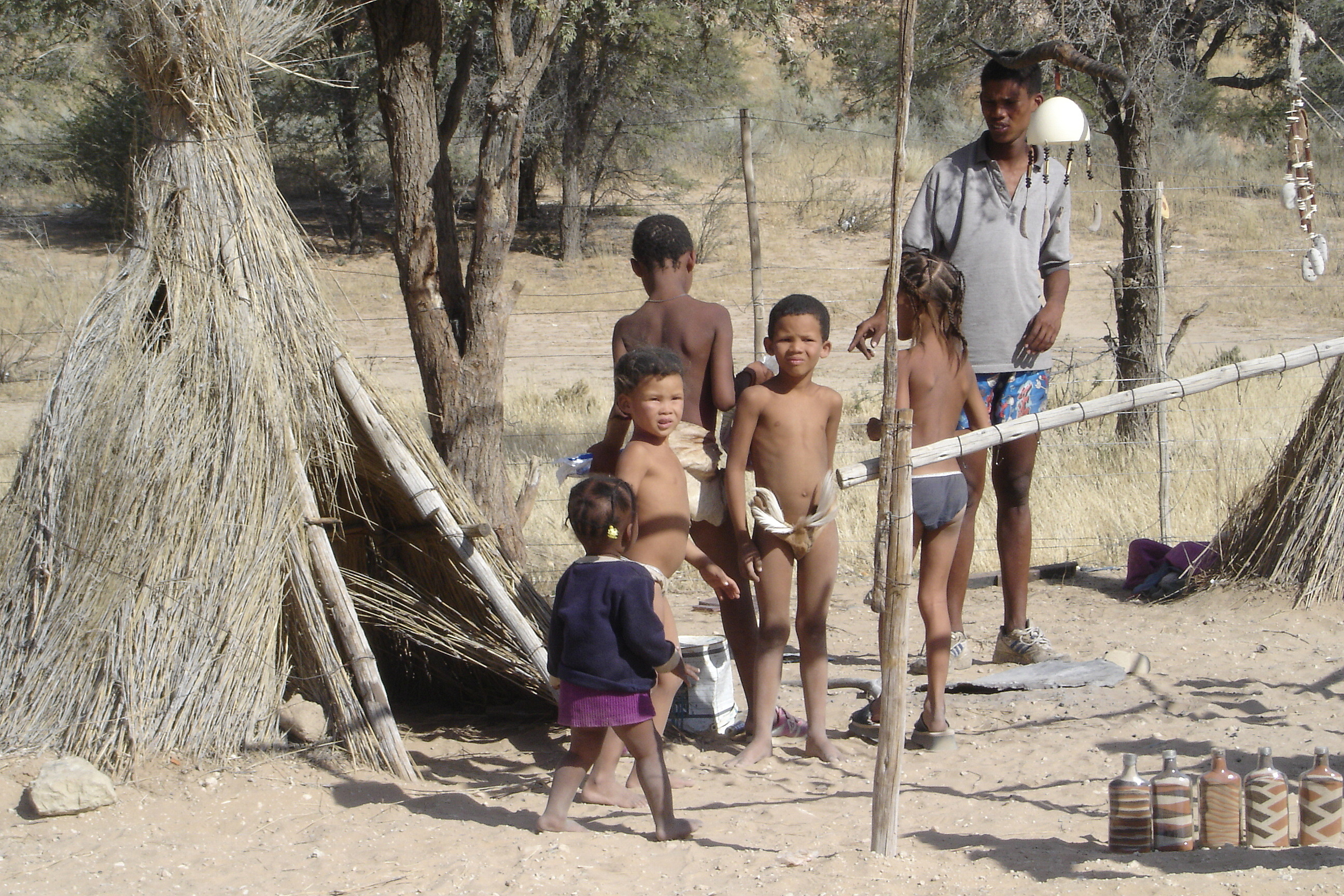
卡拉哈里的儿童